# Opsterland

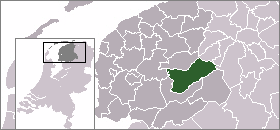
Opsterlands läge

Opsterland (frisiska Opsterlân) är en kommun i provinsen Friesland i Nederländerna. Kommunens totala area är 227,68 km² (där 2,61 km² är vatten) och invånarantalet är på 29 461 invånare (2005).